# Żabia Wola (gemeente Strzyżewice)
Żabia Wola is een dorp in het Poolse woiwodschap Lublin, in het district Lubelski. De plaats maakt deel uit van de gemeente Strzyżewice.